# Анаун
Анау́н — потухший стратовулкан в центральной части Камчатки, относится к Срединному хребту. Расположен к северу от поселка Анавгай, около реки Анавгай. Вблизи вулкана также берут начало такие реки, как Быстрая Козыревская, Тигиль, Тихая Хайрюзова.
Абсолютная высота — 1828 м.
Вулкан Анаун начал формироваться более 10 тыс. лет тому назад. С самого начала из вулкана извергалась только жидкая лава, в связи с чем сформировался столь широкий «пьедестал» (плиоцен-плейстоценовая кальдера диаметром около 15 км), затем изливалась лава более вязкая, которая сформировала конусообразную вершину. Возраст вулкана - верхнечетвертичный — современный (голоценовый). Дата последнего извержения неизвестна. На вершине вулкана расположен кратер, а у подножия присутствуют многочисленные побочные конусы.
К вулкану существуют два подхода: из посёлка Эссо до посёлка Анавгай, а затем по долине реки Анавгай (мимо вулкана проходит автодорога Анавгай-Тигиль) — и из посёлка Эссо по долине реки Уксичан и дальше по притоку.